# Burtonização
Burtonização é um método na fabricação de cerveja, onde modificada-se a água através da adição de sais, para que esta 
fique semelhante à de Burton, na Inglaterra (água de dureza e teor de sulfatos altos).  Sulfatos são adicionados na água, normalmente na forma de gipsita.